# Bettina Prendergast
Bettina Prendergast (* 8. September 1975 in Hohenems, gebürtig Bettina Madlener) ist eine österreichische Journalistin. Von 2005 bis 2017 war sie London-Korrespondentin des ORF.

## Leben
Nach der Matura 1995 begann Bettina Madlener ihre berufliche Laufbahn in der Jugendredaktion der Vorarlberger Nachrichten. 1997 wechselte sie als freie Mitarbeiterin ins ORF-Landesstudio Vorarlberg und 2001 ins Landesstudio Wien. Für den Liechtensteinischen Rundfunk war sie ab 2003 tätig. 2005 übersiedelte Bettina Madlener nach London, von wo sie als Korrespondentin für die Nachrichtensendung Zeit im Bild und den ORF-Hörfunk berichtete. Sie ist mit Patrick Prendergast verheiratet und hat einen Sohn und eine Tochter.
Mit 1. August 2017 folgte ihr Cornelia Primosch als ORF-Auslandskorrespondentin in London nach; Prendergast kehrte auf eigenen Wunsch nach Österreich zurück. Aktuell ist sie beim ORF Vorarlberg, wo sie als Journalistin die Themen Politik und Wirtschaft betreut.